# Makhosh
 (juin 2023).
Améliorez-le ou discutez des points à vérifier. 
Les Mahoshlar, Mahoşlar ou Mehoşlar (Circassien occidental мэхъош, Circassien oriental мыхъошэхэр, махошевцы russe , махоши, мухоши, мухошевцы) sont une petite tribu circassienne vivant en Russie. Pendant l'exil circassien, ils se sont installés dans le district d'Alaçam de la province de Samsun en Turquie.   Le nom provient de l'Antiquité, le nom de la montagne "Makhoshkushkha" (près de Maikop, où se trouvent les pétroglyphes de Mahoshkushkha) serait associé aux Mahoshevites. Avec d'autres Circassiens, il existe des données selon lesquelles la fondation de leur culture dans la région remonte à l'âge de pierre. 
Des archives ottomanes font mention de la migration de nombreux groupes de Mahosh vers les terres ottomanes.

## Terres historiques
Ils vivaient dans le cours moyen des rivières Laba et Shagvashe et dans le cours supérieur du Fars. Auparavant, ils vivaient au nord de Batinkoy et à l'ouest de Laba.[réf. à confirmer]